# Mèo túi New Guinea
Mèo túi New Guinea (Dasyurus albopunctatus) là một loài động vật có vú trong họ Dasyuridae, bộ Dasyuromorphia. Loài này được Schlegel mô tả năm 1880.

## mô tả
Mèo túi New Guinea là loài mèo túi có kích thước nhỏ, với chiều dài cơ thể 24–35 cm, chiều dài đuôi 21–31 cm. Con đực có trọng lượng trung bình khoảng 0,63 kg, con cái có trọng lượng trung bình khoảng 0,5 kg.

## Phân bố
Mèo túi New Guinea sống trong các khu rừng của New Guinea ở độ cao lên đến 3.300 m nhưng thường gần 900 m. Quần thể loài tập trung ở vùng cao nguyên của New Guinea.

## Lối sống
Mèo túi New Guinea săn bắt nhiều loại con mồi như chim, chuột, các loài thú có túi khác, các loài bò sát nhỏ và côn trùng. Chúng có thể săn bắt những con mồi lớn hơn bản thân của mình. Chúng leo trèo tốt nhưng cũng dành nhiều thời gian trên nền rừng. Mặc dù là loài ăn đêm, chúng cũng dành nhiều giờ phơi nắng dưới ánh mặt trời. Chúng làm tổ trong các vách đá, các lỗ trống và hang động nhỏ. Trong điều kiện nuôi nhốt chúng có tuổi thọ tới 3 năm.

## Hình ảnh

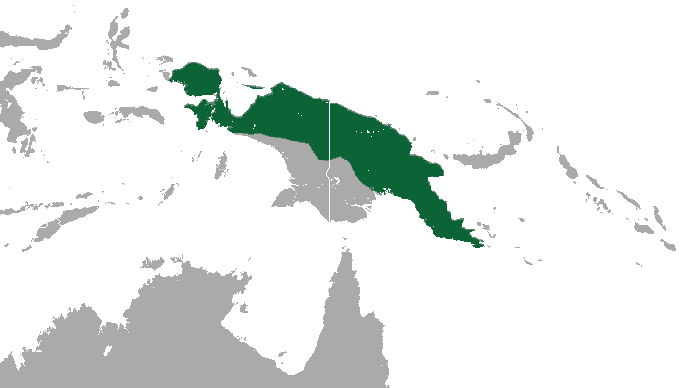